# Olympische Zwischenspiele 1906/Leichtathletik – Weitsprung (Männer)
Der Weitsprung der Männer bei den Olympischen Zwischenspielen 1906 in Athen wurde am 7. April 1906 entschieden. Den Teilnehmern standen je drei Versuche zur Verfügung, den drei Besten dann weitere drei Sprünge.

## Rekorde
| Weltrekord         | 7,61 m | Irland | Peter O’Connor  | 1901 |
| Olympischer Rekord | 7,34 m | USA    | Meyer Prinstein | 1904 |

## Ergebnisse
| Platz | Athlet               | Land           | Weite (m) |
| ----- | -------------------- | -------------- | --------- |
| 1     | Meyer Prinstein      | USA            | 7,20      |
| 2     | Peter O’Connor       | Großbritannien | 7,025     |
| 3     | Hugo Friend          | USA            | 6,96      |
| 4     | Hjalmar Mellander    | Schweden       | 6,585     |
| 5     | Sidney Abrahams      | Großbritannien | 6,21      |
| 6     | Thomas Cronan        | USA            | 6,185     |
| 7     | Gunnar Rönström      | Schweden       | 6,15      |
| 8     | István Somodi        | Ungarn         | 6,045     |
| 9     | Vasilios Stournaras  | Griechenland   | 6,03      |
| 10    | Pál Vargha           | Ungarn         | 5,97      |
| 11    | Julius Wagner        | Deutschland    | 5,95      |
| 12    | Johannes Runge       | Deutschland    | 5,90      |
| 13    | Nikolaos Andreadakis | Griechenland   | 5,90      |
| 14    | Martin Brustmann     | Deutschland    | 5,85      |
| 15    | Otto Bock            | Dänemark       | 5,77      |
| 16    | Paul Weinstein       | Deutschland    | 5,725     |
| 17    | Gaspare Torretta     | Italien        | 5,65      |
| 18    | Gustav Krojer        | Österreich     | 5,65      |
| 19    | L. Leon              | Griechenland   | 5,585     |
| 20    | Otto Hahnel-Kohout   | Böhmen         | 5,575     |
| 21    | Aage Petersen        | Dänemark       | 5,555     |
| 22    | Niels Løw            | Dänemark       | 5,625     |
| 23    | Karl Lampelmayer     | Österreich     | 5,385     |
| 24    | Arthur Mallwitz      | Deutschland    | 5,38      |
| 25    | Francis Connolly     | USA            | 5,28      |
| 26    | A. Priftis           | Griechenland   | 5,235     |
| 27    | James Connolly       | USA            | ogV       |

Prinstein gelang die Siegerweite bereits im ersten Durchgang. Er verletzte sich dabei und konnte in den weiteren Durchgängen nicht mehr mit voller Kraft springen. Von Seiten des Zweitplatzierten gab es mehrere Vorwürfe gegen die Jury. So sei Prinstein früher gesprungen, als von der Startreihenfolge her vorgesehen und habe daher bessere Bedingungen auf der Anlaufbahn vorgefunden. Außerdem seien mehrere Sprünge von ihm selbst – Peter O’Connor – zu Unrecht als ungültig bewertet worden. Jedoch standen diese Entscheidungen wohl im Einklang mit den gültigen Regeln. Unglücklich verlief der Wettkampf auch für den Schweden Mellander, der bei seinem besten Sprung fast einen halben Meter vor dem Brett abgesprungen war. O’Connor und Friend erreichten ihre Bestweiten jeweils im letzten der drei zusätzlichen Durchgänge.